# (89958) 2002 LY45
(89958) 2002 LY 45 — астероид, классифицированный как околоземный объект группы Аполлон, который также является скрещиванием Меркурия, Венеры и Марса. Он был обнаружен программой LINEAR 14 июня 2002 года. 89958 (2002 LY45) - астероид среднего размера, орбита которого пересекает орбиту Земли. NASA JPL классифицировало 2002 LY45 как «потенциально опасный астероид» из-за его предсказанного близкого прохода к Земле.
2002 LY45 вращается вокруг Солнца каждые 768 дней (2,10 года), приближаясь к 0,19 а.е. и достигая 3,10 а.е. от Солнца. Его орбита высоко эллиптическая. Исходя из своей яркости и способа отражения света, LY45 2002 года, вероятно, имеет диаметр от 1,058 до 2,366 км, что делает его крупнее 99% астероидов, что примерно сопоставимо по размерам с американским Пентагоном.
Орбита 2002 LY45 составляет 0,00 а.е. от орбиты Земли в ее ближайшей точке. Это означает, что его орбита очень близка к орбите Земли.
2002 LY45 имеет 9 близких подходов, предсказанных в ближайшие десятилетия:
| Дата             | Расстояние от Земли (км) | Скорость (км / с) |
| ---------------- | ------------------------ | ----------------- |
| 28 июня 2021 г.  | 28364010                 | 30,384            |
| 25 марта 2032 г. | 10298400                 | 30,485            |
| 2 апреля 2053 г. | 15438919                 | 35,618            |
| 29 июня 2082 г.  | 27678348                 | 30,470            |
| 26 марта 2093 г. | 11720080                 | 30,234            |
| 3 апреля 2114 г. | 14174832                 | 35,363            |
| 29 июня 2143 г.  | 25334399                 | 31,623            |
| 26 марта 2154 г. | 18255682                 | 29,032            |
| 2 апреля 2175 г. | 9059979                  | 34,282            |